# Cade Cunningham
Cade Parker Cunningham (* 25. September 2001 in Arlington, Texas) ist ein US-amerikanischer Basketballspieler, der seit 2021 bei den Detroit Pistons in der National Basketball Association (NBA) unter Vertrag steht. Der 1,98 Meter große Point Guard  spielte College-Basketball für die Oklahoma State Cowboys. Im NBA-Draft 2021 wurde er an 1. Stelle von den Detroit Pistons ausgewählt. Er wurde 2019 mit der Nationalmannschaft der Vereinigten Staaten U19-Weltmeister.

## Kindheit
Cunningham wurde in Arlington (US-Bundesstaat Texas) geboren, seine Eltern heißen Carrie und Keith Cunningham. Als Kind hat er American Football auf der Position des Quarterbacks gespielt. Eigener Aussage nach hat ihm dies geholfen, ein besserer Passgeber und Führungsspieler auf dem Basketballplatz zu werden. Cunningham widmete sich dem Basketball, nachdem er seinem Bruder Cannen, welcher damals im College Basketball gespielt hat, dabei zugesehen hat. In der sechsten Klasse spielte Cunningham für die Mannschaft der Barnett Junior High School in Arlington, er wurde als Point Guard eingesetzt.

## High School
Cunningham hat die Bowie High School in Arlington besucht. Früh in seiner Freshman-Saison wurde er Starter seiner Schulmannschaft geworden. Cunningham erzielte im Durchschnitt 15,2 Punkte, 6,4 Rebounds und 3,0 Assists pro Spiel und erreichte mit Bowie das Endspiel des District 6A Region I. Er wurde zum Newcomer des Jahres des District 4-6A ernannt. Im Dezember 2017, zu Beginn seiner Sophomore-Saison, verletzte er sich bei einem Turnier in Houston während eines Dunkingversuchs. Cunningham schloss die Saison mit Mittelwerten von 18,8 Punkten, 8,2 Rebounds und 5,3 Assists pro Spiel ab. Er wurde zum Co-Most Valuable Player des District 4-6A ernannt.

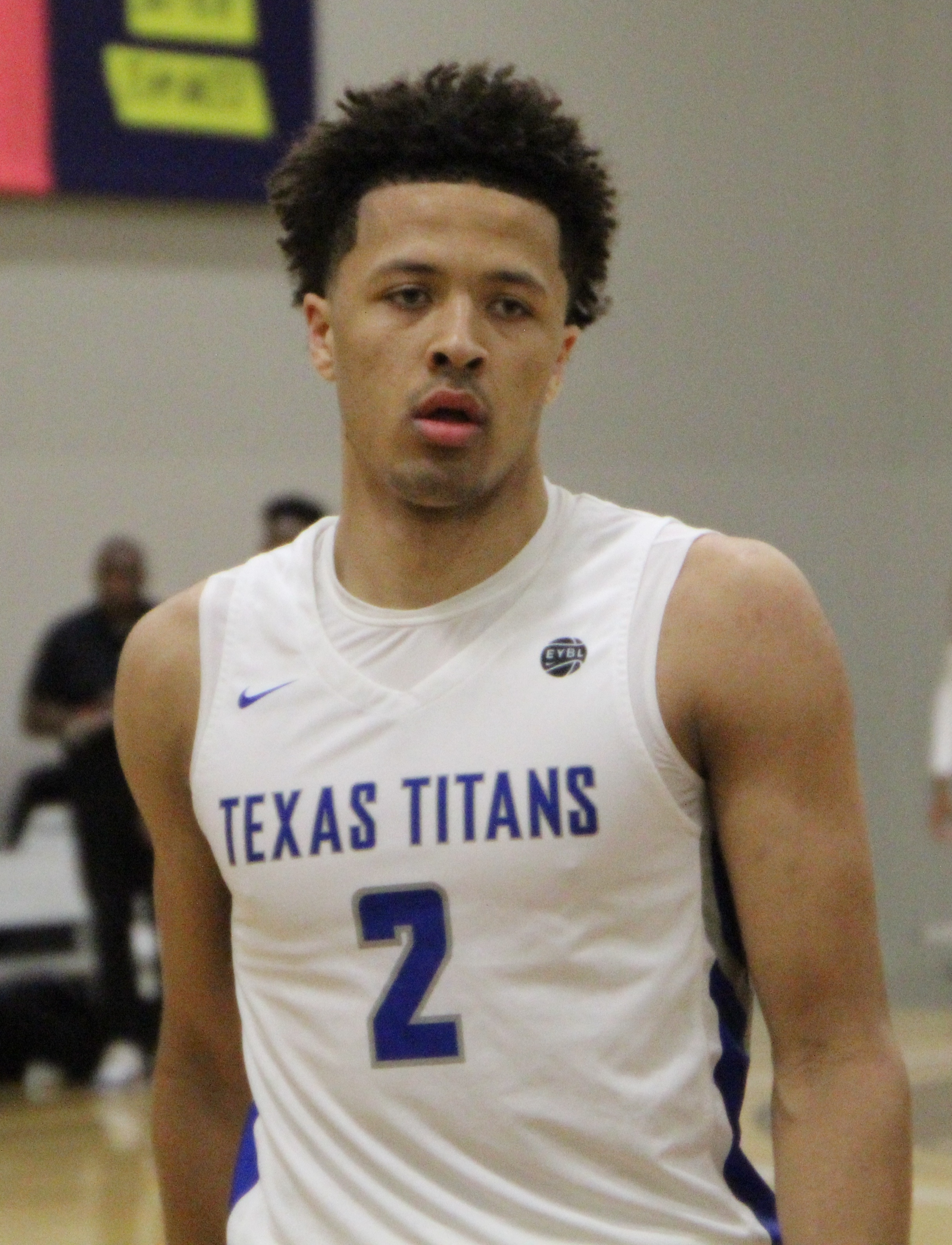
Cunningham mit den Texas Titans bei der Nike Elite Youth Basketball League (EYBL), 2019

Im Sommer vor seiner Junior-Saison wechselte er zur Montverde Academy, eine Schule in Montverde (Bundesstaat Florida), die für ein erfolgreiches Basketballprogramm bekannt ist. Am 2. Februar 2019 erzielte Cunningham beim Turnier Hoopfest 26 Punkte, neun Assists und sieben Rebounds während eines 76:51-Sieges gegen die Oak Hill Academy, einem der besten High-School-Teams des Landes. Am Ende seines Junior-Jahres, nach einer Saison, in welcher er durchschnittlich 11,4 Punkte, 5,7 Rebounds und 5,5 Assists pro Spiel erzielte, wurde er ins MaxPreps Junior All-American Second Team berufen.
Im Sommer 2019 wurde Cade zum Most Valuable Player der Nike Elite Youth Basketball League (EYBL) ernannt, nachdem er für die Texas Titans im Durchschnitt 25,1 Punkte, 6,6 Rebounds und 5,2 Assists pro Spiel erzielt hatte.
Zu seiner Senior-Saison wurde Montverdes Mannschaft unter anderen durch Scottie Barnes verstärkt, Fachleute schätzten das neuformierte Aufgebot Montverdes als eine der besten Mannschaften in der Geschichte des High-School-Basketballs in den Vereinigten Staaten an. Cunningham hat durchschnittlich 13,9 Punkte, 6,4 Assists und 4,2 Rebounds pro Begegnung aufgelegt und damit Montverde zu einer makellosen Bilanz von 25 Siegen (keine Niederlage) geführt, in diesen Spielen hatte Montverde durchschnittlich eine 39-Punkte-Führung gegenüber der gegnerischen Mannschaft inne. Da das Team mit vielen starken Spielern besetzt war, erhielt Cunningham nur eine Einsatzzeit von durchschnittlich 22 Minuten pro Spiel. Am Ende der Saison wurde er zum Naismith Prep Player of the Year und MaxPreps National Player of the Year ernannt.

### Rekrutierung
Am Ende seiner Sophomore-Saison, als Cunningham noch an der Bowie High School spielte, wurde er in Ranglisten unter den landesweit besten 25 Spielern seiner Abschlussklasse geführt.
In Ranglisten wurde er der höchsten Kategorie (fünf Sterne) zugeordnet und gilt als einer der besten Spieler seiner Abschlussklasse. Cunningham erhielt Angebote von verschiedenen Hochschulen der NCAA Division I, unter anderem Duke, Kentucky und North Carolina, deren Basketballmannschaften zu den besten der NCAA gehören, trotzdem wurden der Oklahoma State University die größten Chancen eingeräumt, sich Cunninghams Dienste sichern zu können, nachdem diese seinen Bruder, Cannen, als Assistant Coach angestellt haben. Am 5. November 2019 gab Cade Cunningham seinen Wechsel zu den Oklahoma State Cowboys bekannt. Er ist der in den Talentranglisten am höchsten platzierte Spieler, der sich jemals der Hochschule anschloss, und der erste Spieler seit Marcus Smart im Jahr 2012, der in den Ranglisten die höchste Bewertung (fünf Sterne) erhalten hatte. Im Juni 2020 hat die NCAA die Oklahoma State University von der Teilnahme an den Meisterschaftsendrunden ausgeschlossen. Cunningham verkündete daraufhin, dass er trotzdem an die Hochschule wechseln würde, statt sich an einer anderen Universität einzuschreiben oder sich einem Team der NBA G-League anzuschließen.

## College
Am 25. November 2020 gab Cunningham Debüt für die Mannschaft der Oklahoma State University, er verzeichnete bei einem 75:68-Sieg gegen die UT Arlington Mavericks 21 Punkte und 10 Rebounds. Am 8. Dezember erzielte er bei einem 83:78-Sieg gegen die Oral Roberts Golden Eagles 29 Punkte, 13 davon in den letzten 91 Sekunden der Begegnung. Vier Tage später kam er auf 10 Punkte und traf den spielentscheidenden Dreier elf Sekunden vor Schluss und verhalf den Cowboys damit zum Sieg (67:64) über die Wichita State Shockers.
Am Ende der Saison 2020/21 wurde Cunningham zum Spieler des Jahres und Freshman des Jahres der Big 12 ernannt, damit wurde er nach Marcus Smart, Kevin Durant und Michael Beasley der vierte Spieler überhaupt und nach Marcus Smart der zweite Spieler der Oklahoma State University, der beide Auszeichnungen in seiner Freshman-Saison erhalten hat.

## Professionelle Karriere

### NBA-Draft

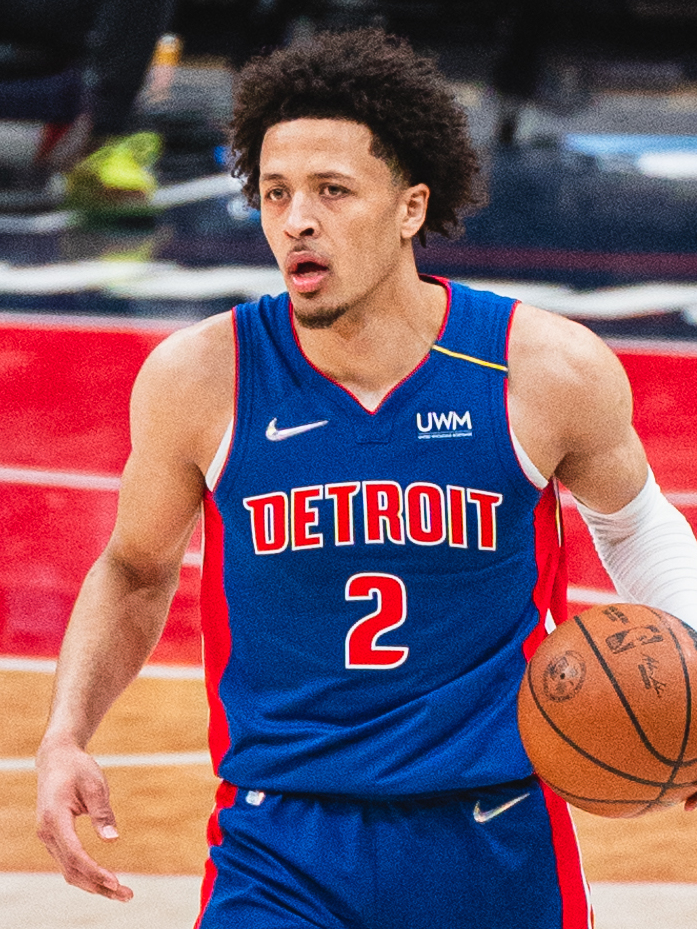
Cunningham bei den Detroit Pistons, 2022

Am 1. April 2021 gab Cunningham in einer Pressekonferenz seine Teilnahme am NBA-Draft 2021 bekannt. Am 30. Juli 2021  wurde er an 1. Stelle von den Detroit Pistons ausgewählt, bei denen er neun Tage später am 8. August 2021 einen 4-Jahres-Vertrag unterschrieb.

### Detroit Pistons (seit 2021)
Bei der Wahl zur Rookie-Auswahl der Saison wurde er mit Scottie Barnes und Evan Mobley einstimmig und ohne Punktabzug ins erste Team gewählt.

## Nationalmannschaft
Cunningham nahm mit der Mannschaft der Vereinigten Staaten an der U19-Weltmeisterschaft in Griechenland teil. In den sieben WM-Spielen erzielte er im Durchschnitt 11,7 Punkte, 5,7 Assists und 4,9 Rebounds und gewann mit seiner Mannschaft die Goldmedaille. Im Finale kam Cunningham auf 21 Punkte, sieben Rebounds und sieben Assists, er gewann das Spiel mit den Vereinigten Staaten 93:79 gegen Mali. Seine 21 Punkte waren der Höchstwert des Endspiels.

## Persönliches
Cunninghams Vater, Keith Cunningham, hat College-Football für die Texas Tech University gespielt. Sein älterer Bruder, Cannen Cunningham, hat College-Basketball für die SMU Mustangs gespielt, bei welchen er den Rekord für die meisten gespielten Spiele gebrochen hat, bevor er für eine Saison professionellen Basketball in Polen gespielt hat. Cannen Cunningham schlug später eine Trainerkarriere ein, zu Beginn der Saison 2019/20 wurde er Co-Trainer an der Oklahoma State University. Seit 2019 lebt Cade Cunningham vegan.

## Auszeichnungen
- 1× All-NBA Team: 2025
- 1× NBA All-Star: 2025

## Karriere-Statistiken

### NBA

#### Reguläre Saison
| Saison  | Team    | GP  | GS  | MPG  | FG % | 3P % | FT % | RPG | APG | SPG | BPG | PPG  |
| ------- | ------- | --- | --- | ---- | ---- | ---- | ---- | --- | --- | --- | --- | ---- |
| 2021–22 | Detroit | 64  | 64  | 32.6 | .416 | .314 | .845 | 5.5 | 5.6 | 1.2 | 0.7 | 17.4 |
| 2022–23 | Detroit | 12  | 12  | 33.3 | .415 | .279 | .837 | 6.2 | 6.0 | 0.8 | 0.6 | 19.9 |
| 2023–24 | Detroit | 62  | 62  | 33.5 | .449 | .355 | .869 | 4.3 | 7.5 | 0.9 | 0.4 | 22.7 |
| Gesamt  | Gesamt  | 138 | 138 | 33.1 | .432 | .329 | .858 | 5.0 | 6.5 | 1.0 | 0.5 | 20.0 |

### College
| Saison  | Team           | GP | GS | MPG  | FG%  | 3P%  | FT%  | RPG | APG | SPG | BPG | PPG  |
| ------- | -------------- | -- | -- | ---- | ---- | ---- | ---- | --- | --- | --- | --- | ---- |
| 2020–21 | Oklahoma State | 27 | 26 | 35.4 | 43.8 | 40.0 | 84.6 | 6.2 | 3.5 | 1.6 | 0.8 | 20.1 |